# Joop Stokkermans
Johannes Andreas Stokkermans (Leida, 20 febbraio 1937 – Hilversum, 25 ottobre 2012) è stato un compositore e pianista olandese.

## Biografia
Stokkermans ha studiato pianoforte e composizione con Theo van der Pas al Conservatorio Reale dell'Aia.
Nel 1974 ha ricevuto la Gouden Harp ("Arpa d'oro") per tutte le sue opere.

## Opere
Pianoforte
- Hommage, 13 pezzi (1982)
- La plage et ses variables (1992)
- Oranje rhapsodie per carillon o pianoforte

Canzoni
- "Katinka" (1962)
- "Morgen" (1968)
- "Tijd" (1971)

Musical
- De Engel van Amsterdam (1975)
- Nijntje (2001); basato sul libro illustrato Miffy
- Kunt u mij de weg naar Hamelen vertellen, mijnheer? (2003)

Musica per la televisione
- Paulus de boskabouter
- Barbapapà
- De Bereboot
- Kunt u mij de weg naar Hamelen vertellen, mijnheer?
- De Kris Pusaka
- De Brekers

Colonne sonore di film
- Pinkeltje (1978)
- Voor een verloren soldaat (1992)